# Kloster Christgarten

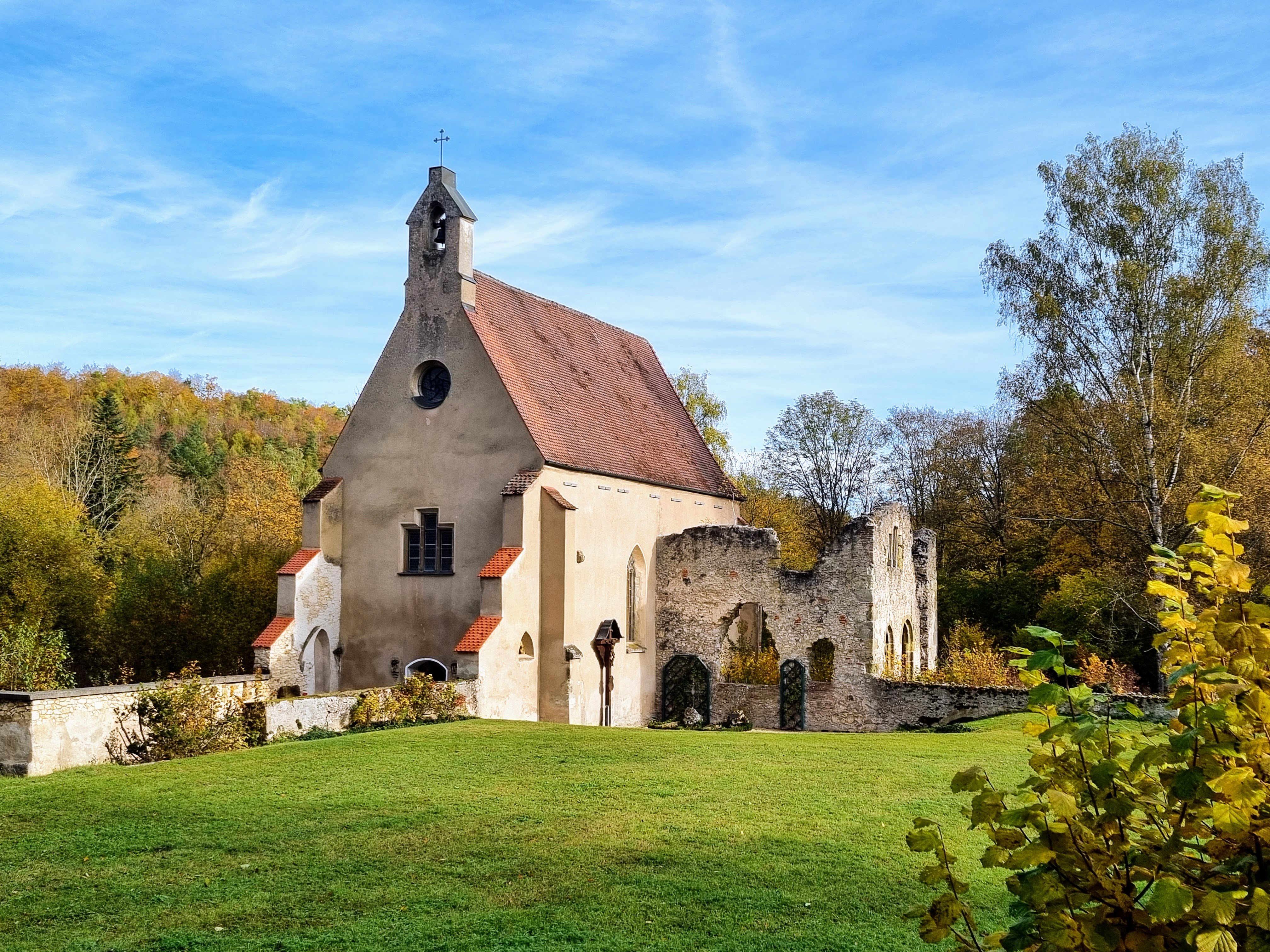
Die ehemalige Kartäuserklosterkirche, heute Kirche St. Peter (2023)

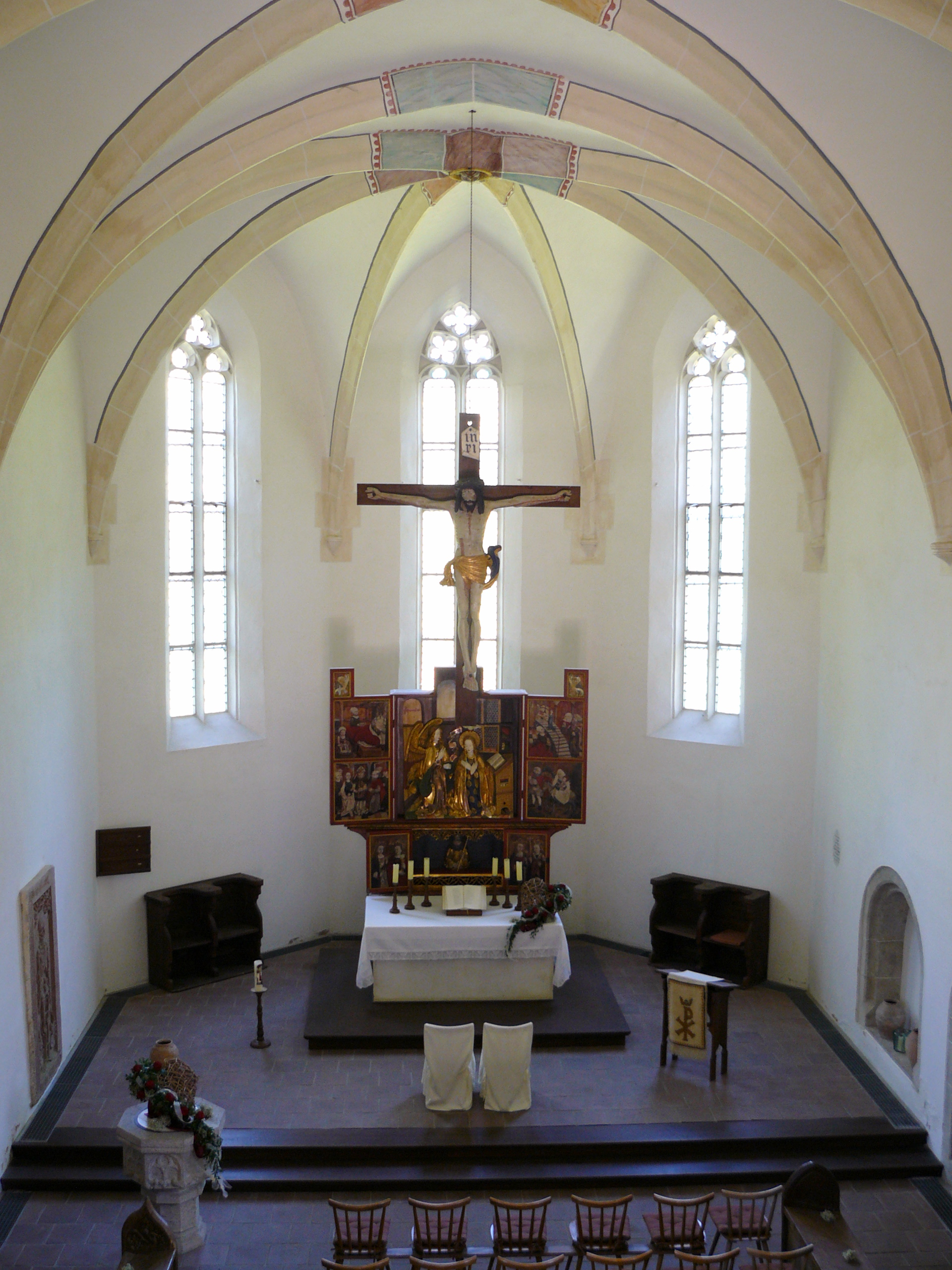
Altarraum der heutigen Pfarrkirche

Das Kloster Christgarten ist ein ehemaliges Kloster der Kartäuser bei Ederheim in Bayern in der Diözese Augsburg. Das kleine Kloster wurde Mitte des 17. Jahrhunderts aufgelöst und später bis auf den Chor der Kirche und Reste der Konventsgebäude abgebrochen. Der erhaltene Chor der Klosterkirche wird heute als evangelische Pfarrkirche genutzt.

## Lage
Das burgengesäumte Kartäusertal am südlichen Riesrand entwickelte sich nach dem Zweiten Weltkrieg zum beliebten Wander- und Naherholungsgebiet. Das Tal ist besonders von den nahen Städten Nördlingen und Donauwörth aus schnell zu erreichen.
Der Forellenbach hat sich hier auf seinem Weg in die Ebene tief in die Jurakalkhügel eingeschnitten. Neben dem Kloster ziehen besonders die beiden Burgruinen Hoch- und Niederhaus und der weitläufige Wildpark Christgarten zahlreiche Ausflügler an.

## Geschichte

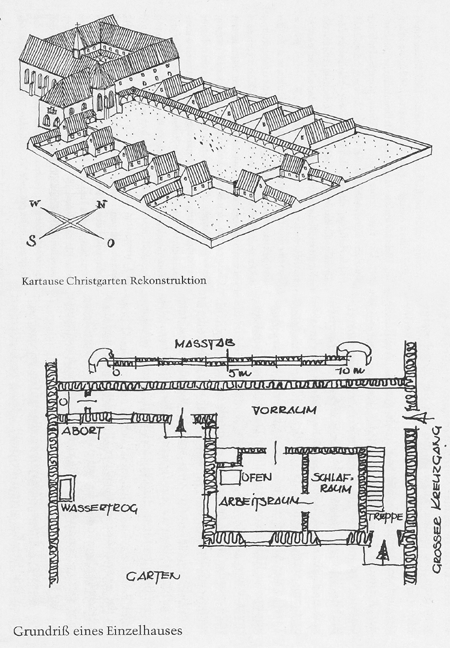
Rekonstruktion der Klosteranlage

Das dem heiligen Peter geweihte Kloster wurde 1383 durch die Grafen Ludwig und Friedrich von Oettingen gegründet. Nachdem die Oettinger Grafen ab 1525 die Reformation unterstützten, wurden ab 1558 Kartäusermönche aus Christgarten zu evangelischen Pfarrern berufen. Im Laufe der Reformation trat auch der Prior von Hürnheim (bei Ederheim) zur neuen Lehre über und betreute auch Christgarten im reformatorischen Geiste. Das kartusianische Generalkapitel entsandte daraufhin Bruno Fleischmann aus dem fränkischen Astheim, um das Kloster neu zu gründen.
Um 1599 verlangte das Reichskammergericht im sogenannten „Vier-Klöster-Streit“ auf Grundlage des Augsburger Religionsfriedens die Wiederherstellung von umgewidmetem und säkularisiertem Kirchengut auf den Stand von vor 1552. Dieses Urteil wurde jedoch nicht vollstreckt.
Die Kartause wurde erst nach dem Dreißigjährigen Krieg 1649 aufgelöst. 1656 wurde der Glockenturm abgebrochen; weitere Gebäude folgten im 18. und 19. Jahrhundert. Von der Klosterkirche blieb nur der als evangelische Pfarrkirche dienende Chor erhalten. Der sogenannte Scheuffelinaltar kam in die Alte Pinakothek nach München.

## Rekonstruktion der Kartause
Im Norden der Klosterkirche lag der dreiflügelige Konventbau mit seinem Kreuzgang. Im Süden war eine als Ruine erhaltene Kapelle an die Kirche angebaut. Im Obergeschoss dieses Anbaus lag möglicherweise das Refektorium oder der Kapitelsaal.
Die Zellen der Mönche gruppierten sich als kleine Häuschen im Osten um einen großen Wandelgang, der den direkten Zugang zum Mönchschor der Kirche ermöglichte. Der Chor war durch einen teilweise erhaltenen Lettner vom Langhaus abgetrennt.
Jeder Klosterzelle war ein kleiner Garten zugeordnet. Das Rechteck der Kartause wurde durch eine Umfassungsmauer begrenzt. Im Osten lag der Werkstattbereich des Klosters. Der geräumige Innenhof diente als Friedhof der Klosterinsassen.

## Heutige Pfarrkirche

### Architektur

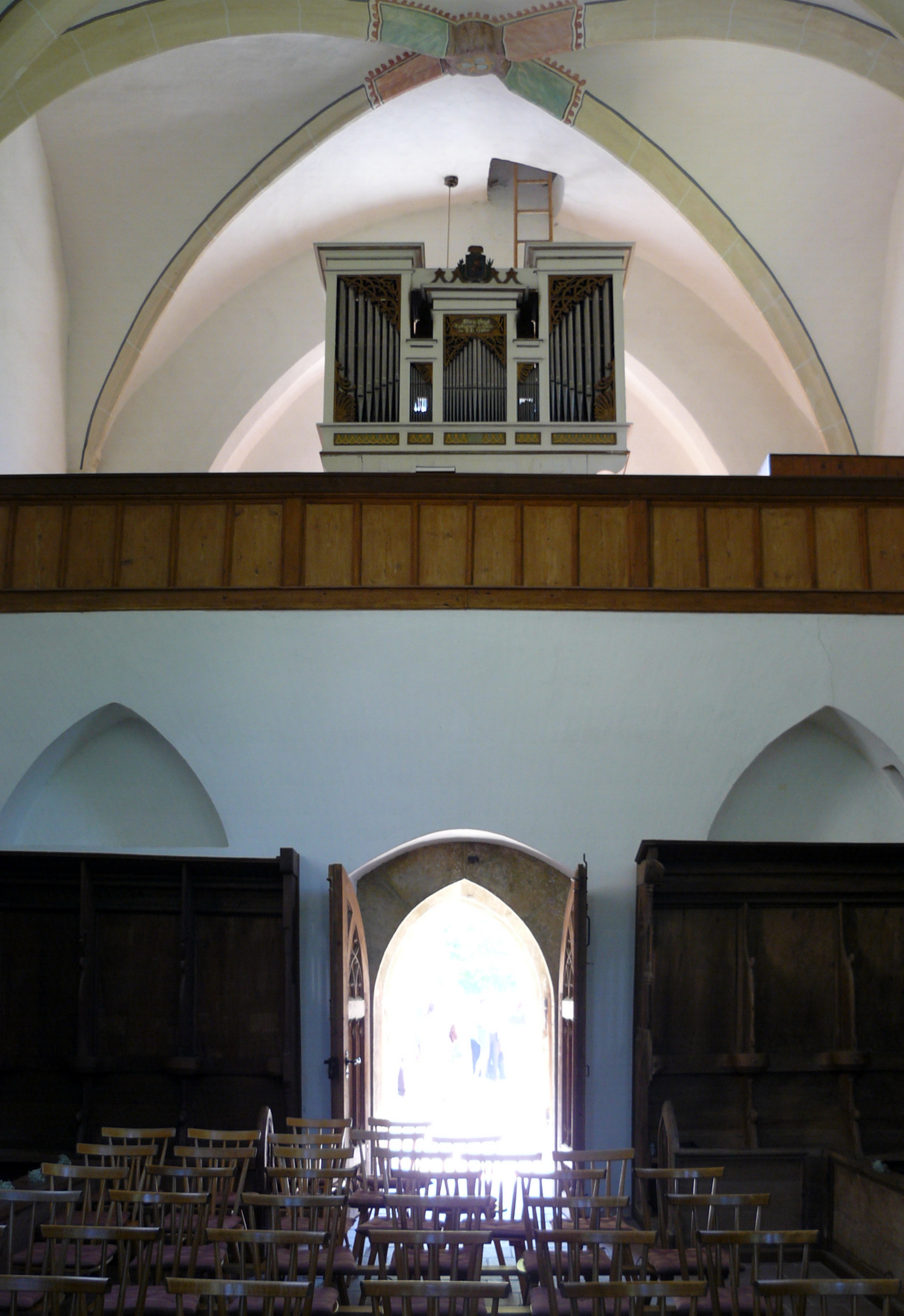
Blick auf die Orgel der heutigen Pfarrkirche

Das Bauwerk entstand aus der Kirche des ehemaligen Kartäuserklosters. Die Kirche wurde um 1390 neu erbaut, in den Jahren 1865 und 1878 wurde die Laienkirche abgebrochen und der Mönchschor durch die jetzige Westfassade geschlossen.
Die am Südrand des Weilers gelegene Ruine gibt einen Eindruck von Abgeschiedenheit und Stille und steht in charakteristischer Weise für den Wahlort einer Einsiedlerklause. Das Bauwerk ist ein einschiffiger fünfseitig geschlossener Raum zu drei Jochen und zeigt an den Schlusssteinen des Kreuzrippengewölbes einen Christuskopf, ein männliches Brustbild und eine gemalte Rosette.
In der Nordwand ist ein zugesetztes spätgotisches Portal zu einer ehemaligen Seitenkapelle mit Krabben, Kreuzblume und seitlichen Fialen eingebaut.
Von dem Lettner, der früher den Chor von der Laienkirche trennte, ist der östliche Teil erhalten und wird als Orgelempore genutzt. Vom früheren Laienschiff sind noch Reste der Nord- und Südwand mit einigen Gewölbeanfängern erhalten.
Der erhaltene Chor der ehemaligen Klosterkirche wird heute als evangelische Pfarrkirche genutzt.

### Ausstattung
Der Altar und das Kruzifix sind Kopien der Originale aus der Zeit um 1500. Das niedrige Chorgestühl stammt aus der Zeit um 1400. Ein Grabstein für Lienhard Vetter († 1504) zeigt auf einer Rotmarmorplatte ein menschliches Skelett mit Schlangen und Eidechsen.